# Sân bay Konya
Sân bay Konya (tiếng Thổ Nhĩ Kỳ: Konya Havaalanı) (IATA: KYA, ICAO: LTAN) là một sân bay hỗn hợp quân sự-dân dụng ở Konya, Thổ Nhĩ Kỳ. Sân bay cũng được NATO sử dụng. Sân bay này đã được sử dụng cho hàng không dân dụng vào năm 2000, có khoảng cách 18 km so với thành phố. Năm 2006, Sân bay Konya đã phục vụ 2.924 lượt chuyến với 262.561 lượt khách. Nhà ga hành khách có diện tích 2.650 m² và khu đỗ xe cho 278 xe hơi.
Konya là căn cứ của Air Wing thứ 3 (Ana Jet Üs hay AJÜ) của Bộ tư lệnh không quân 1 (Hava Kuvvet Komutanligi) thuộc Không quân Thổ Nhĩ Kỳ (Türk Hava Kuvvetleri).

## Các hãng hàng không và tuyến bay
| Hãng hàng không  | Các điểm đến                                                        |
| ---------------- | ------------------------------------------------------------------- |
| Atlasjet         | Istanbul-Atatürk, Tehran-Imam Khomeini                              |
| Onur Air         | Istanbul-Atatürk                                                    |
| Pegasus Airlines | Copenhagen [theo mùa], Istanbul-Sabiha Gökcen, Tehran-Imam Khomeini |
| Taban Air        | Tehran-Imam Khomeini                                                |
| Turkish Airlines | Istanbul-Atatürk                                                    |